# Пятницкое шоссе (станция метро)
«Пя́тницкое шоссе́» — конечная станция северо-западного радиуса Арбатско-Покровской линии Московского метрополитена, расположенная в районе Митино на пересечении Митинской улицы и Пятницкого шоссе, от которого и получила своё название. Открылась 28 декабря 2012 года. За станцией располагается противошёрстный съезд для оборота составов и соединительные ветви в электродепо «Митино». С момента открытия и до открытия станции «Рассказовка» 30 августа 2018 года являлась самой западной станцией Московского метрополитена. На одном конце в южном подземном вестибюле имеется общая лестница, на другом конце в северном наземном вестибюле — эскалаторы.

## История
Первоначально следующей после «Митино» должна была стать предназначавшаяся для перспективного жилого массива станция «Рождествено», однако необходимость в ней сейчас отсутствует, поскольку в этом месте был построен только коттеджный посёлок. Вместе с тем от станции «Митино» до одноимённого депо были практически полностью готовы тоннели длиной 1,5 км, поэтому примерно в 2008 году возникли планы по строительству станции под Пятницким шоссе.
В декабре 2009 года данная станция под первоначальным названием «Пятницкая» появилась на схемах в вагонах метро. 22 февраля 2011 года ей было присвоено другое название: «Пятницкое шоссе» (во избежание путаницы с Пятницкой улицей в центре Москвы).
В октябре 2014 года Совет ветеранов Москвы предложил к 70-летию победы в Великой Отечественной войне переименовать станцию метро «Пятницкое шоссе» в «Оборонную», чтобы «увековечить защитников столицы в 1941—1942 годах». Однако этот проект не был реализован.

### Строительство
8 апреля 2011 года стало известно, что конкурс на проектирование участка «Митино» — «Пятницкое шоссе» выиграла компания «Мосинжпроект» — оператор программы развития московского метро. Она же управляет строительством станции.
Стоимость строительства составила 5,5 млрд рублей.
Станция открылась 28 декабря 2012 года при продлении Арбатско-Покровской линии на один перегон, стала 188-й станцией Московского метрополитена.

## Архитектура и оформление
Станция построена колонной двухпролётной, с асимметричной цветовой гаммой отделки: с одной стороны путевая стена отделана чёрным мрамором, с другой — белым. Колонны облицованы полированным мрамором «скорлупа» переменной толщины. Наименования станции на путевых стенах изготовлены из полированного мрамора цвета, противоположного цвету стены.
Пол платформы выполнен из чёрного полированного габбро, а также серого термообработанного гранита. Потолок платформенной части является подвесным и изготовлен из композитных ячеистых трёхслойных алюминиевых панелей. Станция освещается двумя рядами ламп над посадочными платформами.
В соответствии с проектом, созданным специалистами института «Метрогипротранс», построено два вестибюля — южный подземный, с выходами на Митинскую улицу близ дома № 57 на обе стороны Митинской улицы (лестничные сходы накрыты павильонами), и северный наземный в районе примыкания к Пятницкому шоссе Муравской улицы. Южный вестибюль размещён вдоль Митинской улицы и совмещён с подземным пешеходным переходом. Лестничные сходы вестибюля оборудованы пандусами для колясок и накрыты павильонами.
Особенность станции в том, что она изогнута  — таких станций в Московском метрополитене всего пять (другие — «Александровский сад», «Кутузовская», «Москва-Сити» и «Зябликово»). В одном из вестибюлей предусмотрены лифты для маломобильных групп граждан, лестничные сходы снабжены пандусами.

## Происшествия
2 января 2013 года в 20:20 осыпалась плитка облицовки потолка в кассовой зоне северного вестибюля. Никто не пострадал. Вестибюль был временно закрыт для входа и выхода пассажиров. В 23:05 все неполадки были устранены и обслуживание вестибюля возобновилось.

## Станция в цифрах
- Пикет ПК0303+32[13].
- Платформенная часть[2]
  - Длина платформы — 170,65 м
  - Ширина платформы — 10 м
  - Высота станции от уровня платформы до нижней части подвесного потолка — 3,75 м
  - Площадь платформы — 17 065 м² (пассажирская часть)
  - Длина промежуточного коридора — 64,99 м
  - Ширина промежуточного коридора — 7,10×7,99 м
  - Площадь промежуточного коридора — 430 м²
- Вестибюль № 1[2]
  - Площадь первого подземного уровня — 1764 м², в том числе площадь кассового зала — 726 м²
  - Площадь второго подземного уровня — 596 м²
  - Площадь служебных помещений (всего) — 1266 м²
  - Общая площадь — 2360 м²
  - Строительный объём — 16 520 м³
  - Высота подъёма лестницы с уровня платформы на уровень вестибюля — 3,48 м
  - Площадь подземных переходов — 1056 м²
- Вестибюль № 2[2]
  - Площадь первого наземного уровня — 835 м², в том числе площадь кассового зала — 470 м²
  - Площадь второго наземного уровня — 364 м²
  - Общая площадь — 2637 м²
  - Площадь первого подземного уровня — 1180 м²
  - Площадь второго подземного уровня — 258 м²
  - Площадь кровли — 1065 м²
  - Строительный объём наземной части — 8625 м³
  - Строительный объём подземной части — 5930 м³
  - Высота подъёма эскалаторов с уровня платформы на уровень вестибюля — 9 м
- Таблица времени прохождения первого поезда через станцию[14]:

| По чётным числам           | Будние дни | Выходные дни |
| По нечётным числам         | Будние дни | Выходные дни |
| В сторону станции «Митино» | 05:55:00   | 05:55:00     |
| В сторону станции «Митино» | 05:46:00   | 05:46:00     |

## Наземный общественный транспорт

### Городской
На этой станции можно пересесть на следующие маршруты городского пассажирского транспорта:
- Автобусы: е30, е30к, с3, 328, 359, 400к, 400т, 451, 614, 741, 930, н12

### Областной
- Автобусы: 32, 575, 1016

## Перспективы
Существовали предложения построить линию лёгкого метро (по аналогии с Бутовской линией) до Зеленограда (длина линии составила бы 25 км), однако они были впоследствии отклонены столичными властями.
Существует вероятность строительства за «Пятницким шоссе» ещё одной станции — «Рождествено». Она отмечена как перспективная, однако никакого строительства не ведётся и в ближайшей перспективе не планируется.

## Галерея
| - Название на путевой стене - Вид на посадочный путь - Вид на высадочный путь - Скамейка |